# Климоу, Мэттью
Мэттью Стивен Климоу (англ. Matthew Stephen Klimow) — американский дипломат, военный.

## Биография
Окончил в 1974 году Военную академию США со степенью бакалавра наук, а после Вебстерский университет в городе Сент-Луис, штат Миссури, со степенью магистра искусств. В 1989 году Климоу получил степень магистра военного искусства и науки в Школе передовых военных исследований при Командно-штабном колледже армии США, защитив диссертацию на тему «Сдача в плен — правовые, этические и моральные обязательства солдата; на примере Филиппин».

### Карьера
Климоу служил в армии США с 1974 по 2003 год, выйдя в отставку в звании полковника. Участник войны в Персидском заливе, служил в качестве оперативного офицера боевой оперативной группы во время операции «Буря в пустыне» (1991 год), за что был награждён медалью «Серебряная звезда». В ходе службы занимал должности военного советника Госсекретаря США (1995—1998), исполнительного помощника председателя Объединённого комитета начальников штабов (2000—2002 гг.) и специального советника вице-президента США (2002—2003 гг.).
2003—2008 гг. — исполнительный директор Бюро по консульским вопросам Госдепартамента США.
2008—2010 гг. — директор отдела переводов Госдепартамента США.
2010—2012 гг. — исполнительный директор Бюро по административным вопросам и вопросам управления информационными ресурсами.
2012—2015 гг. — заместитель помощника Генерального секретаря НАТО в Брюсселе, Бельгия.
2015—2018 гг. — старший советник в Бюро по работе с персоналом и в Управлении по трудоустройству за рубежом.
Климоу также участвовал в шести саммитах глав государств, был членом межведомственной группы по контролю за вооружениями, ведущей переговоры по договорным основам СНВ-III, внёс вклад в разработку устава Совета Россия-НАТО.
18 марта 2019 года президент США Дональд Трамп выдвинул кандидатуру Климоу в качестве нового посла США в Туркменистане. 26 марта кандидатура была отправлена в Сенат США, и 23 мая была утверждена в ходе голосования. 30 мая Климоу был приведён к присяге в качестве Чрезвычайного и полномочного посла США в Туркменистане, и 26 июня вручил свои верительные грамоты президенту Туркмении Гурбангулы Бердымухамедову.
31 августа 2020 года госсекретарь Майк Помпео назначил Климоу исполняющим обязанности генерального инспектора Государственного департамента. Ближе к концу года, 11 декабря он подал в отставку и в конечном итоге вернулся на свой пост посла в Туркмении.

### Личная жизнь
Женат на майоре в отставке Эди Ганнелс, имеет сына. Владеет французским языком.